# Lucho Olivera
Luis Olivera, detto Lucho (Corrientes, 1942 – Buenos Aires, 11 novembre 2005), è stato un fumettista argentino.

## Biografia
Debuttò professionalmente nel 1962, collaborando per la rivista argentina Vea y Lea. Nel 1964 incentrò la sua attività sulla realizzazione dei fumetti, lavorando per la rivista Misterix (Editorial Abril) e la Editorial Columba.
Nel 1968, su testi di Robin Wood, vede la luce Nippur di Lagash, e nel 1971, sempre con Wood come sceneggiatore, Gilgamesh. Entrambe le serie verranno tradotte per il pubblico italiano dalla Eura Editoriale.